# Lindsaea gomphophylla
Lindsaea gomphophylla är en ormbunkeart som beskrevs av Bak. Lindsaea gomphophylla ingår i släktet Lindsaea och familjen Lindsaeaceae. Inga underarter finns listade.